# Ceylon-Stachelzwergmaus
Die Ceylon-Stachelzwergmaus (Mus fernandoni) ist ein wenig erforschtes Nagetier aus der Gattung der Mäuse (Mus). Sie kommt auf Sri Lanka vor.

## Merkmale
Die Kopf-Rumpf-Länge beträgt 90 bis 110 mm, die Schwanzlänge 60 bis 70 mm, die Ohrenlänge 12 mm und die Hinterfußlänge 21,5 mm. Über das Gewicht sind keine spezifischen Daten verfügbar. Die Oberseite ist rötlich grau gefärbt und mit flachen, grauen Borsten durchsetzt, die eine Länge von 11 mm erreichen. Die Unterseite ist reinweiß und mit vielen langen schwarzen Haaren überlagert. Die Ohren sind dunkel und relativ groß. Die Schnauze ist gespitzt. Der schuppige Schwanz ist dunkelviolett. Die Schwanzlänge ist kürzer als die Kopf-Rumpf-Länge. Die Weibchen besitzen fünf Zitzenpaare.

## Verbreitung
Die Ceylon-Stachelzwergmaus ist von je einem Fundort in der Zentralprovinz (Kumbalaghamuwa), der Nordostprovinz (Kumana), der Südprovinz (Yala-Nationalpark) sowie der Provinz Uva (Galge im Distrikt Moneragala) bekannt.

## Lebensraum
Die Ceylon-Stachelzwergmaus bewohnt trockenen, dornigen Buschwald in Höhenlagen von 1000 m. Sie bevorzugt sandige Lebensräume in der Nähe von Felsen, die von Unterholz umgeben sind.

## Lebensweise
Die Ceylon-Stachelzwergmaus ist erdbewohnend und nachtaktiv. Weiteres ist über die Lebensweise nicht bekannt.

## Status
Die Ceylon-Stachelzwergmaus wird in der IUCN Red List in der Kategorie „stark gefährdet“ (endangered) gelistet. Als Hauptgefährdungen werden der verstärkte Einsatz von Pestiziden in der Landwirtschaft, menschliche Störungen sowie die Nachstellung durch Hunde und Katzen betrachtet.